# Felix Bamberg
Felix Bamberg  (geboren am 17. Mai 1820 in Unruhstadt; gestorben am 12. Februar 1893 in Saint-Gratien (bei Paris)) war ein deutscher Diplomat, Schriftsteller und Publizist.

## Leben und Wirken
Felix Bamberg war ein Sohn des Privatgelehrten Moritz Bamberg und der Ernestine Meyer.
Er besuchte das Gymnasium in Glogau und das Friedrichswerdersche Gymnasium in Berlin und studierte anschließend Philosophie und Staatswissenschaften in Berlin, Paris und Göttingen. 1846 wurde er promoviert und arbeitete danach als Übersetzer und Autor. Im Jahr 1851 trat er in den diplomatischen Dienst Preußens und wurde an der Gesandtschaft in Paris eingesetzt, wo er die Karriereschritte einer Diplomatenlaufbahn durchschritt, Rat, Charakter als Vizekonsul, Charakter als Konsul und ab 1867 Konsul in Paris. Im Jahr 1859 heiratete er die Französin Françoise Elisabeth Husson, sie hatten zwei Söhne.
1870/71 war er Leiter der Presseangelegenheiten im deutschen Hauptquartier, dann politischer Ratgeber Edwin von Manteuffels. Er war Mitarbeiter der Allgemeinen Deutschen Biographie. Für die von dem deutschen Historiker Wilhelm Oncken herausgegebene Reihe Allgemeine Geschichte in Einzeldarstellungen steuerte er den Band Geschichte der orientalischen Angelegenheit im Zeitraume des Pariser und des Berliner Friedens bei.
Ab 1873 war er Konsul in Messina, ab 1880 Generalkonsul in Genua und wurde 1887 in den Ruhestand versetzt. Mit Wilhelm Cahn zählte Bamberg zu den einzigen Juden, die unter Bismarck in den Dienst des deutschen Auswärtigen Amtes aufgenommen wurden. Er war auch Herausgeber der Tagebücher und Briefe von Friedrich Hebbel.

## Schriften (Auswahl)
- Ueber den Einfluß der Weltzustände auf die Richtungen der Kunst, und über die Werke Friedrich Hebbel’s. Hoffmann und Campe, Hamburg 1846.
- Geschichte der Februar-Revolution und des ersten Jahres der französischen Republik von 1848. Mit einer Einleitung, enthaltend die Darstellung der Regierung Frankreichs seit 1830 und der Ursachen der Revolution. Mit den Porträts von Cavaignac, Lamartine und Louis Blanc. George Westermann, Braunschweig 1848.
- Ueber den Ablauf der Orientalischen Angelegenheit um die Mitte des neunzehnten Jahrhunderts. Mit einem Anhange enthaltend den Friedensvertrag vom 30. März 1856 nebst Erläuterungen. Otto Wigand, Leipzig 1857.
- Geschichte der orientalischen Angelegenheit im Zeitraume des Pariser und des Berliner Friedens. Mit Porträts, Illustrationen und Karten. G. Grote’sche Verlagsbuchhandlung, Berlin 1892 (Digitalisat).

## Herausgeberschaft
- Friedrich Hebbels Tagebücher. Mit einem Vorwort. Nebst einem Porträt Hebbels nach Rahl und einer Abbildung seiner Todtenmaske. 2 Bände. G. Grote’sche Verlagsbuchhandlung, Berlin 1885/86.
- Friedrich Hebbels Briefwechsel mit Freunden und berühmten Zeitgenossen. G. Grote’sche Verlagsbuchhandlung, Berlin
  - 1. Band. Mit einem Vorwort. Nebst den Bildnissen Hebbels und Bambergs, gestochen von Albert Krüger. 1890;
  - 2. Band. Mit einem Vorwort und einem Epilog zu Hebbels literarischem Nachlaß. 1892.

## Sekundärliteratur
- Maria Keipert (Red.): Biographisches Handbuch des deutschen Auswärtigen Dienstes 1871–1945. Herausgegeben vom Auswärtigen Amt, Historischer Dienst. Band 1: Johannes Hürter: A–F. Schöningh, Paderborn u. a. 2000, ISBN 3-506-71840-1, S. 67.
- Bamberg, Felix. In: Lexikon deutsch-jüdischer Autoren. Band 1: A–Benc. Hrsg. vom Archiv Bibliographia Judaica. Saur, München 1992, ISBN 3-598-22681-0, S. 325–326.
- Todesnachricht. In: Deutsche Zeitschrift für Geschichtswissenschaft, Band 9 (1893). Akademische Verlagsbuchhandlung J. C. B. Mohr, Freiburg und Leipzig 1893, S. 196.
- Adalbert Elschenbroich: Bamberg, Felix. In: Neue Deutsche Biographie (NDB). Band 1, Duncker & Humblot, Berlin 1953, ISBN 3-428-00182-6, S. 571 (Digitalisat).